# Medal 100-lecia utworzenia Akademii Marynarki Wojennej
Odznaka okolicznościowa „Medal 100-lecia utworzenia Akademii Marynarki Wojennej” – polskie odznaczenie resortowe; forma uhonorowania osób zasłużonych w kultywowaniu tradycji Marynarki Wojennej oraz szkolnictwa wojskowego.

Medal jest symbolem tożsamości z Akademią Marynarki Wojennej, oraz więzi łączącej żołnierzy i pracowników, której podstawą są wyszkolenie, etos służby i charakter wykonywanych zadań.

Medal decyzją z dnia 21 października 2022 ustanowił Minister Obrony Narodowej.

## Zasady nadawania
Prawo do otrzymania medalu przysługuje:
1. Rektorowi-Komendantowi AMW – z tytułu objęcia stanowiska służbowego;
2. żołnierzom zawodowym, którzy służyli co najmniej trzy lata w AMW lub służyli w 2022 r. w AMW, a w dwóch ostatnich opiniach służbowych otrzymali średnią ocenę bardzo dobrą (5,00) lub wyższą;
3. pracownikom resortu obrony narodowej po przepracowaniu w AMW co najmniej trzech lat;
4. innym osobom fizycznym i prawnym szczególnie zasłużonym dla AMW[a].

Medal nadaje Minister Obrony Narodowej.
Medal tracą osoby skazane prawomocnym wyrokiem sądu za przestępstwo popełnione z winy umyślnej lub niskich pobudek. W uzasadnionych przypadkach prawa do medalu mogą być pozbawieni żołnierze prawomocnie ukarani za przewinienia dyscyplinarne.
Decyzję o pozbawieniu prawa do medalu podejmuje Minister Obrony Narodowej z własnej inicjatywy lub na wniosek Rektora-Komendanta AMW bądź Komisji.
Medal wręcza Minister Obrony Narodowej lub wyznaczony przez niego przedstawiciel.

## Wygląd
Medal stanowi koło o średnicy 408 mm w kolorze patynowanego złota. Na awersie umieszczony jest pośrodku wizerunek godła AMW, a po jego prawej i lewej stronie daty 1922 oraz 2022. Na rewersie, w środkowej części medalu, znajduje się trzywierszowy poziomy napis 100./ ROCZNICA/ UTWORZENIA. W górnej części po okręgu umieszczono napis: AKADEMIA MARYNARKI WOJENNEJ, natomiast w dolnej części po okręgu symbol stopnia admiralskiego.
Medal zawieszony jest na złotej wstążce szerokości 38 mm z umieszczonym pośrodku pionowym granatowym pasem szerokości 26 mm.
Medal nosi się na lewej stronie piersi, po orderach i odznaczeniach państwowych oraz po odznaczeniach resortowych.